# Lysimachia platypetala
Lysimachia platypetala är en viveväxtart som beskrevs av Adrien René Franchet. Lysimachia platypetala ingår i släktet lysingar, och familjen viveväxter. Inga underarter finns listade i Catalogue of Life.